# Eugivira carisca
Eugivira carisca är en fjärilsart som beskrevs av William Schaus 1901. Eugivira carisca ingår i släktet Eugivira och familjen träfjärilar. Inga underarter finns listade i Catalogue of Life.